# 陸冒
陸冒（1455年—？年），字尚德，直隸蘇州府長洲縣人，直隸蘇州府吳縣軍籍，治《易經》，明朝政治人物。

## 生平
弘治二年（1489年）己酉科應天府鄉試第一百三十二名舉人。弘治九年（1496年）中式丙辰科會試第一百六十六名，二甲第十名進士。

## 家族
曾祖陸誼；祖父陸華；父陸嗣昌，德安知府，母許氏。